# Ревут Петро Олександрович
Петро Олександрович Ревут (1999—2024) — лейтенант збройних сил України, учасник російсько-української війни.

## Життєпис
Народився 1999 року. Проживав в селі Оржів Рівненської області.
Загинув 7 вересня 2024 року під час виконання бойового завдання. До 27 вересня 2024 року вважався зниклим безвісти.

## Нагороди
- Орден Богдана Хмельницького II ступеня[2].
- Орден Богдана Хмельницького III ступеня[3].